# Marcel Pourbaix
Marcel Jean Nestor Pourbaix (Myshega (Rusland), 16 september 1904 – Ukkel, 28 september 1998) was een Belgisch ingenieur en scheikundige die actief was op het gebied van de elektrochemie. Hij was de ontwikkelaar van de Pourbaixdiagrammen waarop de gevoeligheid van metalen voor corrosie kan afgelezen worden.

## Levensloop

### Afkomst en studies
Pourbaix stamt af van een Henegouwse familie die sinds de 18e eeuw actief was in de steenkoolontginning. Zijn vader, die gehuwd was met een Nederlandse, vertrok in 1902 naar het Russische Myshega, een arbeidersdorp in de buurt van Aleksin op zo'n 200 kilometer ten zuiden van Moskou, waar hij een klein staalbedrijf ging leiden. In 1904 werd Marcel Pourbaix hier geboren als tweede zoon van het gezin. Toen de Russisch-Japanse Oorlog in 1905 uitbrak, verliet het gezin Rusland en vestigde zich in het Noord-Franse Blanc-Misseron waar vader Pourbaix de leiding kreeg over een constructiewerkplaats. In 1906 kwam de familie Pourbaix naar België en ging in Elsene wonen.
Pourbaix liep school aan het atheneum van Elsene. Hij studeerde er in 1922 af en kreeg de Prijs voor uitmuntendheid van de Belgische staat. Pourbaix studeerde verder aan de Université libre de Bruxelles (ULB) waar hij in 1927 het diploma van burgerlijk ingenieur in de richting chemie en elektrochemie behaalde. Na zijn studies bleef hij nog een jaar aan de universiteit als assistent van professor Dony-Hénault.

### Als onderzoeker

Pourbaixdiagram van ijzer

In 1928 werd Pourbaix onderzoeker bij UCB dat net was opgericht. Om zich verder te specialiseren stuurde UCB hem naar de Technische Hochschule Charlottenburg. Terug bij UCB werd hij secretaris van de dienst Algemene Research.
In 1934 keerde Pourbaix op vraag van professor Dony-Hénault terug naar de ULB waar hij aan de slag ging als werkleider. Twee jaar later ging hij zich verder specialiseren aan de Technische Hogeschool van Delft waar hij les kreeg van Frans Scheffer. Op aanraden van deze laatste begon Pourbaix aan de ULB met de ontwikkeling van potentiaal-pH-diagrammen die de corrosie-evenwichten weergeven. Op basis van de Wet van Nernst slaagde Pourbaix erin om de Pourbaixdiagrammen te ontwikkelen. Hij zette eveneens zijn experimenteel onderzoek naar de corrosie van ijzer verder.

### Proefschrift
Op 3 mei 1940 diende Pourbaix zijn omvangrijk proefschrift in aan de ULB. De jury van de faculteit Toegepaste wetenschappen van de universiteit viel echter over het juiste gebruik van de tekens van de elektrodepotentialen in een van de drie bijstellingen in de thesis en verwierp het proefschrift. Door de Tweede Wereldoorlog en de sluiting van de Brusselse universiteit duurde het nog tot 1945 vooraleer er een oplossing kwam voor het probleem. Pourbaix verdedigde zijn proefschrift zonder de gewraakte bijstelling in het Frans in Brussel en hij verdedigde deze bijstelling als proefschrift in het Nederlands bij professor Scheffer in Delft.

### Naoorlogse activiteiten
In 1949 richtte Pourbaix het Comité International de Thermodynamique et Cinétique Électrochimique (CITCE) op. Het ledenaantal van dit comité van thermodynamici en elektrochemici liep al snel op tot 1400 wetenschappers. In 1971 werd dit comité omgevormd tot de International Society of Electrochemistry.
Onder impuls van Fabrimetal en de Association des Industriels de Belgique (AIB) werd in 1951 het Centre belge d'Étude de la Corrosion (CEBELCOR) opgericht. Pourbaix bleef tot in 1978 voorzitter van dit studiecentrum dat onderzoek deed op het gebied van corrosie.
In 1952 was Pourbaix een van de medestichters van het IUPAC, een onafhankelijke organisatie die zich bezighoudt met het opzetten en uitbreiden van standaarden die van belang zijn voor de scheikunde. Een paar jaar later slaagde de organisatie erin om de onduidelijkheid over de tekens van de elektrodepotentialen uit de thesis van Pourbaix definitief op te lossen.
Vanaf het begin van de jaren 1950 tot in 1963 werkte Pourbaix met zijn medewerkers aan een Atlas des équilibres électrochimiques die de Pourbaixdiagrammen bevatte van alle gekende elementen uit die tijd. In 1966 verscheen de Engelse versie als Atlas of Electrochemical Equilibra. Later verschenen er nog atlassen voor elektrochemische evenwichten in waterige oplossingen (1970-1974) en voor evenwichten in aanwezigheid van een gasfase. Dit laatste werk werd voorgesteld op zijn 90ste verjaardag in 1994. Ondanks zijn hoge leeftijd werkte Pourbaix nog mee aan deze atlas.
Aan de Brusselse universiteit werd Pourbaix in 1960 benoemd tot docent en in 1968 tot buitengewoon hoogleraar. In 1974 werd hij erehoogleraar. Voor zijn wetenschappelijk werk ontving Pourbaix talloze wetenschappelijke prijzen in binnen- en buitenland.

## Huwelijk en nakomelingen
Pourbaix was in 1934 getrouwd met beeldhouwster Marcelle Trojan. Zij hadden drie zonen waarvan de jongste het werk van Marcel Pourbaix verderzette. In 1978 volgde Antoine Pourbaix zijn vader op als voorzitter van het CEBELCOR. Hij bleef aan het roer van het studiecentrum tot in 2004, het jaar waarop hij de leeftijdslimiet bereikte.

## Werken
- Atlas des équilibres électrochimiques (1963)
- Atlas of Electrochemical Equilibra (1966)
- Atlas des équilibres électrochimiques dans des milieus aquatiques (1970)
- Atlas of Electrochemical Equilibria in Aqueous Solutions (1974)
- Atlas of Electrochemical Equilibria in the Presence of a gaseous Phase (1994)